# Berlin Brandenburger Sportclub
Der Berlin Brandenburger Sportclub (offiziell BBSC e. V.) wurde am 2. Mai 2005 in Schulzendorf bei Berlin gegründet. Motivation war die Aufrechterhaltung des Spielbetriebs der durch die Insolvenz des Volleyball-Bundesligisten VC 68 Eichwalde vereinslosen Mannschaften. Insbesondere die erfolgreiche Jugendarbeit sollte erhalten werden. Schwerpunkt bildet hierbei der weibliche Bereich. Von 2012 bis 2017 spielte die erste Frauenmannschaft in der Dritten Liga Nord und schaffte dort 2017 den Aufstieg in die 2. Deutsche Volleyball-Bundesliga.

## Saison 2005/06
Im ersten Jahr konnte mit der Mannschaft der weiblichen B-Jugend bereits die erste Deutsche Meisterschaft gefeiert werden (29./30. April 2006 in Kaiserslautern). Die Seniorinnen erreichten bei den Deutschen Meisterschaften in der Altersklasse II den 3. Platz (2./3. Juni 2006 in Oldenburg). Weitere errungene Titel in der Saison 2005/06 im Jugendbereich: Nordostdeutscher Meister B-Jugend weiblich, Berliner Meister B-Jugend weiblich, 3. Platz Berliner Meisterschaft A-Jugend und C-Jugend weiblich, sowie Gewinn des C-Jugendpokals weiblich. Die erste Frauenmannschaft beendete die Saison auf Platz 6 in der Berliner Bezirksliga, die zweite Mannschaft wurde in der Berliner Kreisliga Zweiter und steigt somit auf.

In der Sport- und Mehrzweckhalle in Schulzendorf richtete der BBSC 2006 die Berliner Meisterschaften der B-Jugend und E-Jugend weiblich, sowie die Nordostdeutschen Meisterschaften B-Jugend weiblich aus.

## Saison 2006/07
In der Saison 2006/07 starteten drei Frauen-Mannschaften im Erwachsenenbereich, 11 Mädchen-Mannschaften im Jugendbereich und 2 Mannschaften im Bereich der Seniorinnen. Es existierte daneben eine Freizeitmannschaft. 2007 war der BBSC Ausrichter der Berliner Meisterschaften in der weiblichen A- und F-Jugend.

## Saison 2016/17
Die Saison 2016/17 schloss der BBSC aus Vizemeister in der Dritten Liga ab. Da der VSV Havel Oranienburg als Erstplatzierter auf den Aufstieg in die 2. Bundesliga verzichtete, konnte der BBSC diesen Platz einnehmen. Weiterhin spielt die erste Frauenmannschaft seit dieser Saison mit Spielerinnen der zuvor abgemeldeten Volleyball Mannschaft des Köpenicker SC.

## Saison 2017/18
In der Saison 2017/187 startete die 1. Mannschaft des BBSC in der 2. Bundesliga Nord u. a. auch mit Spielerinnen der früheren Zweitligamannschaft des Köpenicker SC und belegte den 8. Platz. Die 2. Mannschaft des BBSC trat in der Dritten Liga Nord an und erreichte den zweiten Tabellenrang.

## Spielstätte
Seit der Saison 2017/2018 nutzt der Verein die Ballsporthalle Friedenstr. 1 in Berlin-Köpenick. Im Jugendbereich bleibt die Halle des Humboldt-Gymnasiums in Eichwalde bei Berlin Hauptspielstätte (Stubenrauchstr. 75). Weiterhin wird ebenfalls die Sport- und Mehrzweckhalle in Schulzendorf genutzt (Walther-Rathenau-Str. 74). Die Freizeitmannschaft ist in der Halle Radenzer Straße 16 (Baumschulenweg) beheimatet.

## Nationalkader
Vier Spielerinnen des BBSC waren als Mitglied der Deutschen Juniorinnen-Nationalmannschaft (C-Kader) zum VCO Rhein-Neckar in Heidelberg delegiert und spielten dort in der Saison 2006/07 in der 1. Bundesliga. Eine weitere Spielerin startete für den VC Olympia Berlin in der 2. Bundesliga.
| frühere Nationalspielerinnen | frühere Nationalspielerinnen | frühere Nationalspielerinnen | frühere Nationalspielerinnen | frühere Nationalspielerinnen | frühere Nationalspielerinnen |
| Name                         | Geburtsdatum                 | Größe                        | Position                     | Auswahl-Team                 |                              |
| ---------------------------- | ---------------------------- | ---------------------------- | ---------------------------- | ---------------------------- | ---------------------------- |
| Nora Götz                    | 12.08.89                     | 1,85 m                       | MB                           | VCO Rhein-Neckar             |                              |
| Denise Hanke                 | 31.08.89                     | 1,80 m                       | Z                            | VCO Rhein-Neckar             |                              |
| Saskia Leonhardt             | 16.10.88                     | 1,83 m                       | D                            | VCO Rhein-Neckar             |                              |
| Juliane Pohle                | 30.12.91                     | 1,90 m                       | MB                           | VCO Berlin                   |                              |
| Lisa Rühl                    | 22.09.89                     | 1,78 m                       | AA                           | VCO Rhein-Neckar             |                              |

In der Seniorinnen-Mannschaft finden sich neben ehemaligen Bundesliga-Spielerinnen auch frühere Mitglieder der Nationalmannschaft (der DDR).
| ehemalige Nationalspielerinnen | ehemalige Nationalspielerinnen | ehemalige Nationalspielerinnen                          | ehemalige Nationalspielerinnen |
| Name                           | Geburtsname                    | Erfolge                                                 |                                |
| ------------------------------ | ------------------------------ | ------------------------------------------------------- | ------------------------------ |
| Maike Arlt                     |                                | Europameisterin 1983 + 1987                             |                                |
| Annette Klatt                  | Schultz                        | Vize-Europameisterin 1977 + 1979 und Olympiazweite 1980 |                                |
| Kathrin Sydlik                 | Langschwager                   | Europameisterin 1987                                    |                                |